# نجد عقد (القفر)

تعديل مصدري - تعديل

نجد عقد محلة تابعة لقرية نجد البرح، التابعة لعزلة بني سيف السافل بمديرية القفر إحدى مديريات محافظة إب في الجمهورية اليمنية، بلغ تعداد سكانها 103 حسب تعداد اليمن لعام 2004.